# Société des loisirs
Une société de loisir est une société axant son économie sur tous les services de loisirs qui peuvent être proposés. Une société de loisirs va donc réduire le temps de travail des salariés pour leur permettre de profiter de ces services en pratiquant un sport ou en assistant à une manifestation culturelle, stimulant ainsi la croissance économique.
Joffre Dumazedier publie en 1962 un ouvrage " Vers une civilisation du loisir ? ", il y décrit : 
Aujourd'hui, dans nos sociétés évoluées, le loisir est une réalité familière. Mais l'idée de loisir est loin d'être intégrée dans les systèmes de pensée qui guident la réflexion des intellectuels ou l'action des militants, qu'ils soient de gauche ou de droite, partisans ou adversaires des systèmes capitalistes ou socialistes. De bons esprits raisonnent sur la société comme si la notion de loisir n'existait pas. D'audacieux intellectuels l'écartent même délibérément dans leur quête de systèmes nouveaux qu'ils voudraient plus fidèles à la réalité d'aujourd'hui.
Nous nous proposons de montrer que cette sous estimation théorique du loisir risque d'enfanter des systèmes privés d'une part de vie dès la naissance.
.../...Découvert dans son ampleur, dans sa structure complexe, dans ses relations avec les autres aspects de notre civilisation machiniste et démocratique le loisir n'est plus un problème mineur, sorte de « poste divers » sans importance placé à la fin de l'inventaire des grands problèmes, si l'on a encore de la place, du temps ou de l'argent pour s'occuper de lui... Il apparaît comme élément central de la culture vécue par des millions de travailleurs, il a des relations subtiles et profondes avec tous les grands problèmes du travail, de la famille, de la politique qui, sous son influence, se posent en termes nouveaux. Nous voudrions prouver qu'au milieu du XXe siècle, il n'est plus possible d'élaborer des théories sur ces problèmes fondamentaux sans avoir réfléchi aux incidences du loisir sur eux. L'heure est venue de traiter sérieusement de cette futilité qui alarmait Valéry.''